# Ron Greenwood
Pour les articles homonymes, voir Greenwood.
Ron Greenwood, né le 11 novembre 1921 et mort le 9 février 2006, était un footballeur anglais qui devint entraîneur puis sélectionneur de l'équipe d'Angleterre de football (1977-1982).

## Carrière de joueur
Formé à Chelsea FC, il rejoint Bradford Park Avenue en 1945 après avoir participé à la Seconde Guerre mondiale dans la Royal Air Force. Il signe dans son club de cœur, Brentford FC, en 1949. Après trois saisons à Brentford, il revient à Chelsea FC. Il remporte le titre de champion d'Angleterre 1955 avec les Blues. Il effectue ensuite une dernière saison à Fulham FC (1955-1956).

## Carrière d'entraîneur
Juste après sa carrière de joueur, Ron Greenwood entame une carrière d'entraineur en prenant en mains les modestes Eastbourne United puis Oxford University. Il devient ensuite sélectionneur national des équipes de jeunes anglais, puis de l'équipe espoirs. En parallèle à son poste de sélectionneur des espoirs anglais, il devient assistant de George Swindin à Arsenal FC.
En 1961, il devient entraîneur de West Ham United FC. Il gagne la FA Challenge Cup en 1964 puis la Coupe d'Europe des vainqueurs de coupes en 1965 avec les Hammers.
Il est nommé sélectionneur de l'équipe d'Angleterre de football en décembre 1977. Les Anglais se qualifient en phases finales de l'Euro 1980 et de la Coupe du monde 1982. Après des débuts en fanfare (victoire 3-1 contre la France) et trois matches sans défaite, l'Angleterre ne sort pas de la phase de groupes lors du Mundial espagnol ; Greenwood démissionne.